# ガーディアム

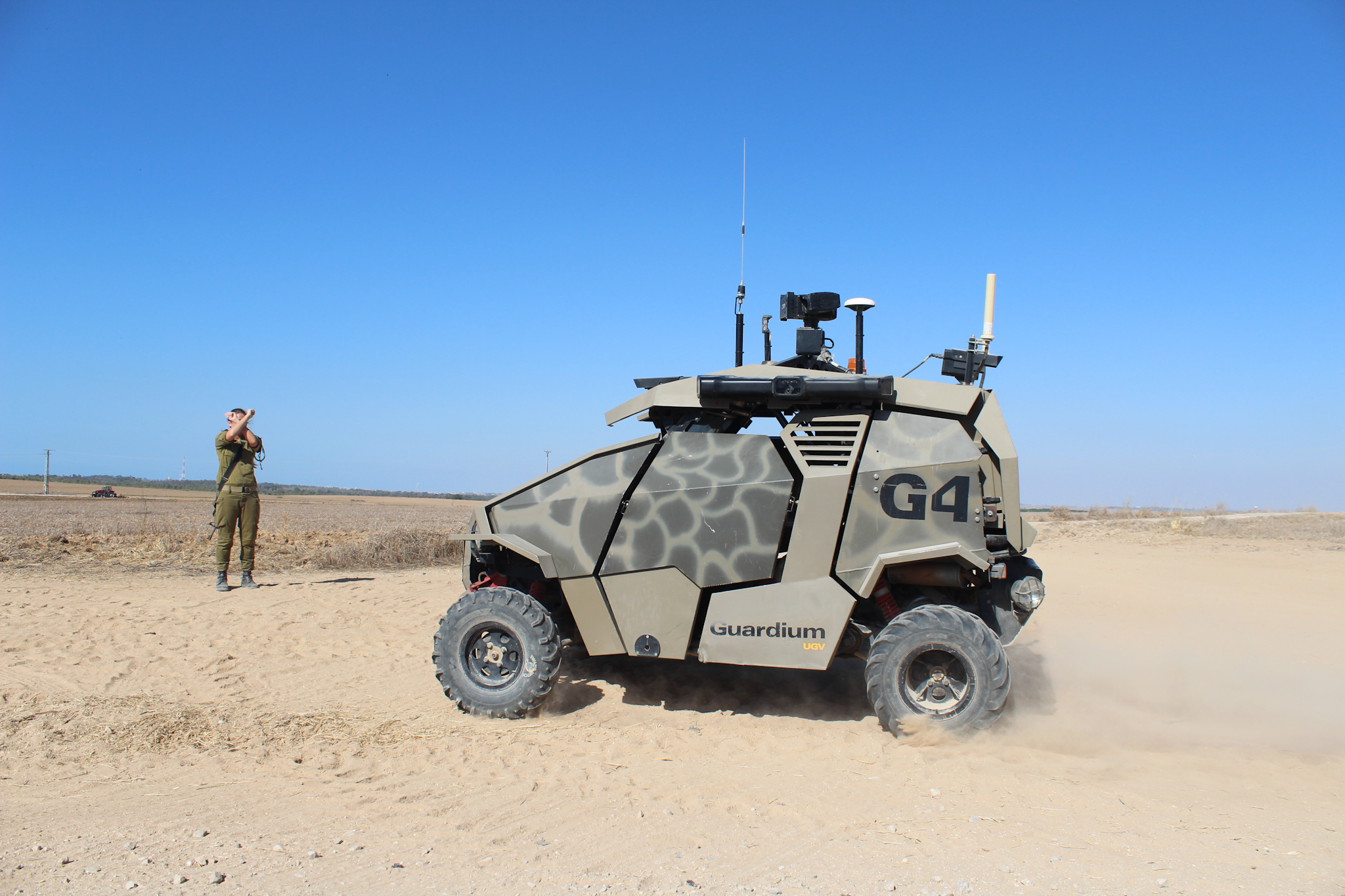
ガーディアム UGV

ガーディアム（英語: Guardium）は、イスラエルの無人兵器開発会社G-NIUSによって開発された無人地上車両（UGV, Unmanned Ground Vehicle）である。無人警備車両（USV, Unmanned Security Vehicle）とも呼称される。殺傷兵器または非殺傷兵器を用いて侵入者から幅広い手段で周辺を防衛することができるのが特徴である。ガーディアムはイスラエル・エアロスペース・インダストリーズ (IAI) およびエルビット・システムズの合同事業として2005年にイスラエル国防軍に制式採用され、国境警備などの目的に運用されている。その後、IAIとエルビットの合同事業は2016年に終息したが、国防軍におけるガーディアムの運用は引き続き行われている。

## 特徴
操作は遠隔地のコマンドセンターより行い、通常の巡視、待ち伏せ、または早期警戒や周辺防御体制に対して主に運用され、緊急事態に即時対処し、有人の部隊が到着するまでそれらを抑えこむか、様々な殺傷兵器を用いて殲滅するなど幅広い手段を取れるのが大きな特徴である。
シャーシは同じイスラエル国防軍のATV（全地形対応車）「en:Tomcar」のものを流用。ペイロードは300kgまでで、自動測位システムを用いて舗装された通常の道路からオフロードまで、軽装甲を施した状態で最高速度80km/hで走ることができる。
搭載しているセンサ類は幅広く、通常のビデオカメラやサーマルカメラを用いた自動目標捕捉装置、敏感な集音装置、強力なスピーカ、双方向通信機を備えており、有事の際、搭載されている兵器の運用はコマンドセンターより行う。